# Paradiestus giganteus
Paradiestus giganteus is een spinnensoort uit de familie van de loopspinnen (Corinnidae).
De wetenschappelijke naam van de soort werd in 1880 als Corinna gigantea gepubliceerd door Ferdinand Karsch.